# St. Clair (Missouri)
Saint Clair és una població dels Estats Units a l'estat de Missouri. Segons el cens del 2000 tenia 4.390 habitants.

## Demografia
Segons el cens del 2000, Saint Clair tenia 4.390 habitants, 1.765 habitatges, i 1.143 famílies. La densitat de població era de 541,5 habitants per km².
Dels 1.765 habitatges en un 35,1% hi vivien nens de menys de 18 anys, en un 45,2% hi vivien parelles casades, en un 14,2% dones solteres, i en un 35,2% no eren unitats familiars. En el 30,4% dels habitatges hi vivien persones soles el 14% de les quals corresponia a persones de 65 anys o més que vivien soles. El nombre mitjà de persones vivint en cada habitatge era de 2,44 i el nombre mitjà de persones que vivien en cada família era de 3,05.
Per edats la població es repartia de la següent manera: un 27,9% tenia menys de 18 anys, un 10,8% entre 18 i 24, un 29,6% entre 25 i 44, un 18% de 45 a 60 i un 13,7% 65 anys o més.
L'edat mediana era de 32 anys. Per cada 100 dones de 18 o més anys hi havia 82,5 homes.
La renda mediana per habitatge era de 35.716 $ i la renda mediana per família de 41.939 $. Els homes tenien una renda mediana de 35.509 $ mentre que les dones 23.986 $. La renda per capita de la població era de 18.101 $. Entorn del 8,6% de les famílies i el 10,6% de la població estaven per davall del llindar de pobresa.

## Poblacions més properes
El següent diagrama mostra les poblacions més properes.